# Saint-Étienne-Vallée-Française
Saint-Étienne-Vallée-Française là một xã ở tỉnh Lozère trong vùng Occitanie, phía nam nước Pháp.